# H.M. van Randwijk
Hendrik Mattheüs (Henk) van Randwijk (meestal aangeduid als H.M. van Randwijk) (Gorinchem, 9 november 1909 – Purmerend, 13 mei 1966) was een Nederlandse verzetsleider, journalist, schrijver en dichter. Hij was de eerste hoofdredacteur van het in de Tweede Wereldoorlog illegale anti-Duitse nieuwsblad Vrij Nederland.

## Levensloop
Van Randwijk groeide op in een gereformeerd tuindersgezin met zes kinderen. Hij werkte bij zijn vader in het bedrijf en studeerde voor onderwijzer. In de crisisjaren ontwikkelde hij linkse opvattingen, waardoor hij moeite had een school te vinden - dat lukte door bemiddeling van Jan Buskes uiteindelijk in de Jordaan in Amsterdam. De ellende van de
crisis greep Van Randwijk aan; hierover schreef hij in 1936 het boek Burgers in Nood. Van 1937 tot 1940 was Van Randwijk hoofd van de Eben-Haëzer school, een van de lagere scholen verbonden aan de organisatie Tot Heil des Volks.

### Tweede Wereldoorlog
Zijn werkgever Tot Heil des Volks stuurde Van Randwijk zogenaamd met ziekteverlof zodat hij zich volledig kon wijden aan het verzetswerk. In de oorlog raakte Van Randwijk snel betrokken bij de illegaliteit. Zijn schuilnaam was Sjoerd van Vliet. Hij  fungeerde als hoofdredacteur van Vrij Nederland nadat de oprichters waren opgepakt. Na de oorlog zou hij ook hoofdredacteur van het blad blijven. In 1942 werd hij door de Duitsers gearresteerd en zes weken lang verhoord; hij ontkende stug en hield vol dat iemand met zijn theologische opvattingen geen verzetsblad kon uitgeven. Hij werd vrijgelaten met de uitroep: "U bent óf onschuldig, óf de grootste leugenaar die er bestaat."
In 1943 leidde de linkse koers van Vrij Nederland tot een schisma. Een groep onder wie Sieuwert Bruins Slot, Gesina van der Molen en Wim Speelman scheidde zich af en ging verder met het protestants-christelijke blad Trouw.

### Na 1945
Na de Tweede Wereldoorlog onderscheidde Van Randwijk zich door in Vrij Nederland te pleiten voor onafhankelijkheid van Nederlands-Indië. Het is een misvatting dat dit het blad veel abonnees kostte, zo tonen Gerard Mulder en Paul Koedijk aan in hun biografie van Van Randwijk. Van Randwijk zag zich in 1948 genoodzaakt af te treden als hoofdredacteur. In de jaren daarna trad hij veel op als commentator, onder andere op de televisie. Als journalist leverde hij bijdragen aan De Groene Amsterdammer. De armoede in de wereld was een belangrijk thema.
Van Randwijk overleed op 56-jarige leeftijd aan een hartaanval. Zijn uitvaart werd geleid door zijn oude verzetsvriend Jan Buskes. Van Randwijks weduwe Ada van Randwijk-Henstra, met wie hij in 1935 trouwde, overleed op 15 oktober 2013 op 101-jarige leeftijd.

## Eerbewijzen

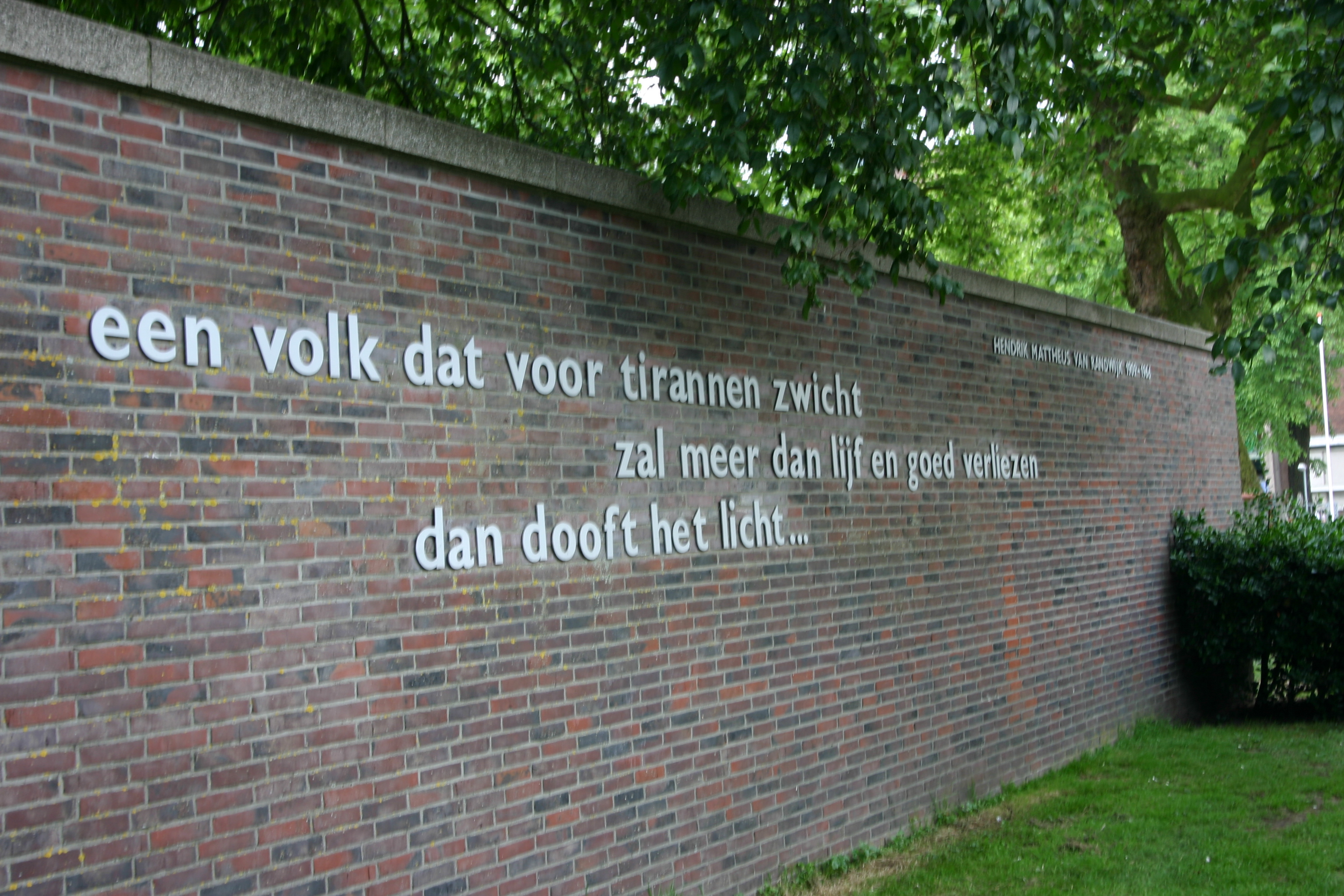
Monument aan het Weteringplantsoen

- Van Randwijk werd onderscheiden met de Britse onderscheiding King's Medal for Courage in the Cause of Freedom
- in 1945 werd de Verzetsprijs voor letterkundigen aan hem toegekend.
- Een deel van het Weteringplantsoen in Amsterdam, dat tijdens de oorlog een fusilladeplaats was waar onder andere op 12 maart 1945 dertig verzetsstrijders werden geëxecuteerd, is hernoemd tot H.M. van Randwijkplantsoen. Er is een monument opgericht met daarop de bekende dichtregels die oorspronkelijk door Van Randwijk voor de Eerebegraafplaats Bloemendaal werden geschreven:

```
Een volk dat voor tirannen zwicht, zal meer dan lijf en goed verliezen, dan dooft het licht...
```

- In zijn geboorteplaats Gorinchem is een singel naar Van Randwijk vernoemd en staat sinds 2013 een monument te zijner gedachtenis in het park Buiten de Waterpoort.
- Er zijn in Leiden en Leidschendam Van Randwijkstraten.
- In Werkendam, Middenbeemster en Coevorden blijft hij in herinnering door de Van Randwijklaan.
- In Ilpendam is er een H.M. van Randwijkschool.
- In het Rotterdamse stadsdeel Hoogvliet bevindt zich een H.M. van Randwijkpad.

## H.M. van Randwijklezing
Sinds 1993 wordt in Vlissingen de Van Randwijklezing gehouden. In de lezing staan de begrippen vrijheid en verdraagzaamheid meestal centraal. De serie lezingen werd in 1993 geopend door Ed van Thijn, en daarna volgden sprekers als (onder meer) Carl Niehaus (1998), Kees Schuyt (2000), Mabel Wisse Smit (2007), Leona Detiège (2009), Inez Weski (2012), Ernst Hirsch Ballin (2016) en Sigrid Kaag (2020). De lezing wordt sinds 2005 gehouden in mei als onderdeel van het Bevrijdingsfestival Zeeland.

## Bibliografie

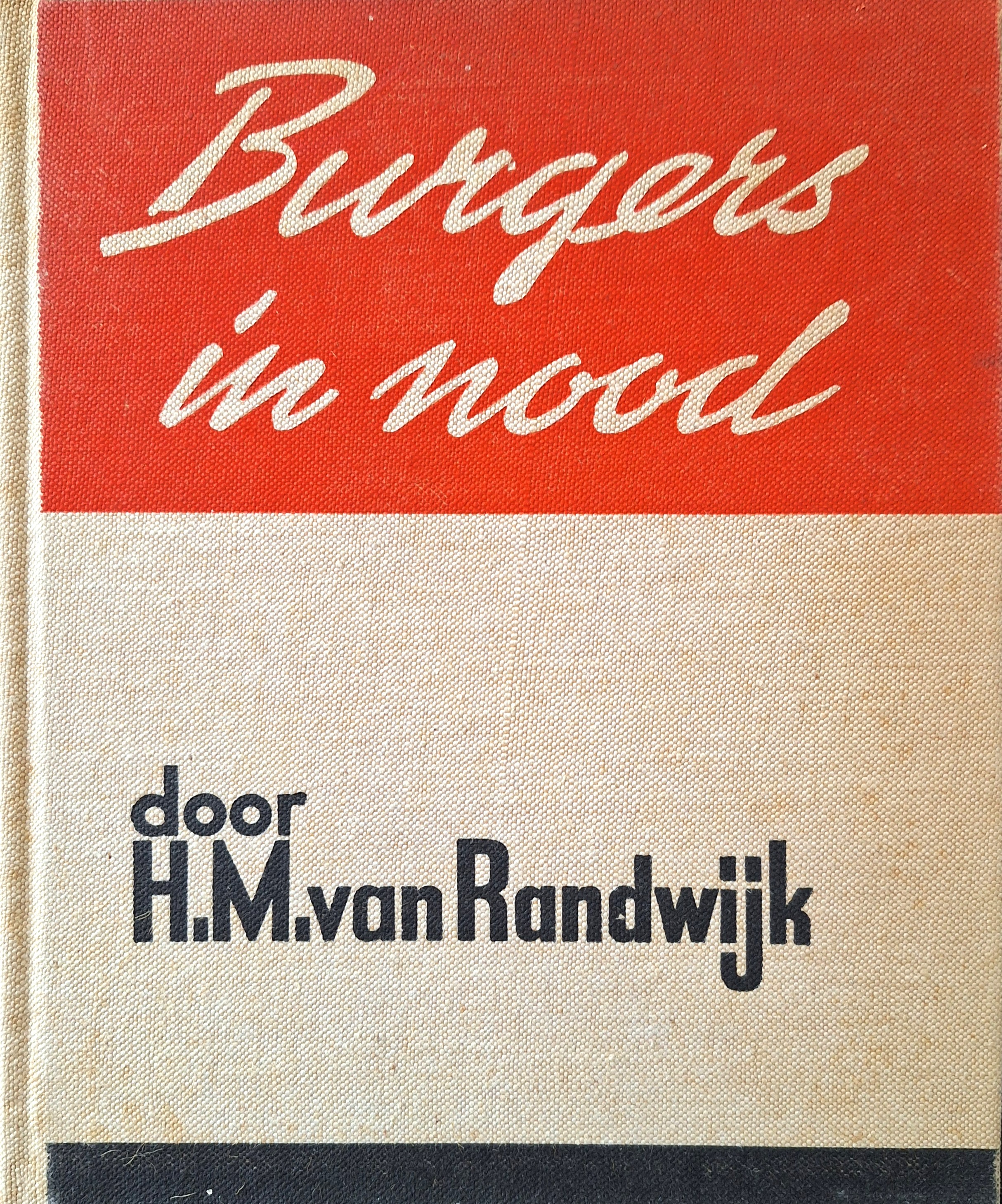
Omslag van Burgers in nood